# والتر کورتنی رودن
والتر کورتنی رودن (انگلیسی: Walter Courtney Rowden) کارگردان، و فیلم‌نامه‌نویس اهل بریتانیا است. از او گاهی با نام ویلیام کورتنی رودن نیز نام برده می‌شود.
او کارگردان داستان دو شهر (۱۹۲۲) است.